# ۱۰ شعبان
۱۰ شعبان، دهمین روز از ماه شعبان در تقویم هجری قمری است.
در تقویم هجری قمری قراردادی این روز دویست و هفدهمین روز سال است.

## درگذشتگان
- ۱۰۹۷ - اسماعیل جحّاف،  فقیه، زبان‌شناس، ادیب و شاعر عربی یمنی.